# Femmes vertueuses

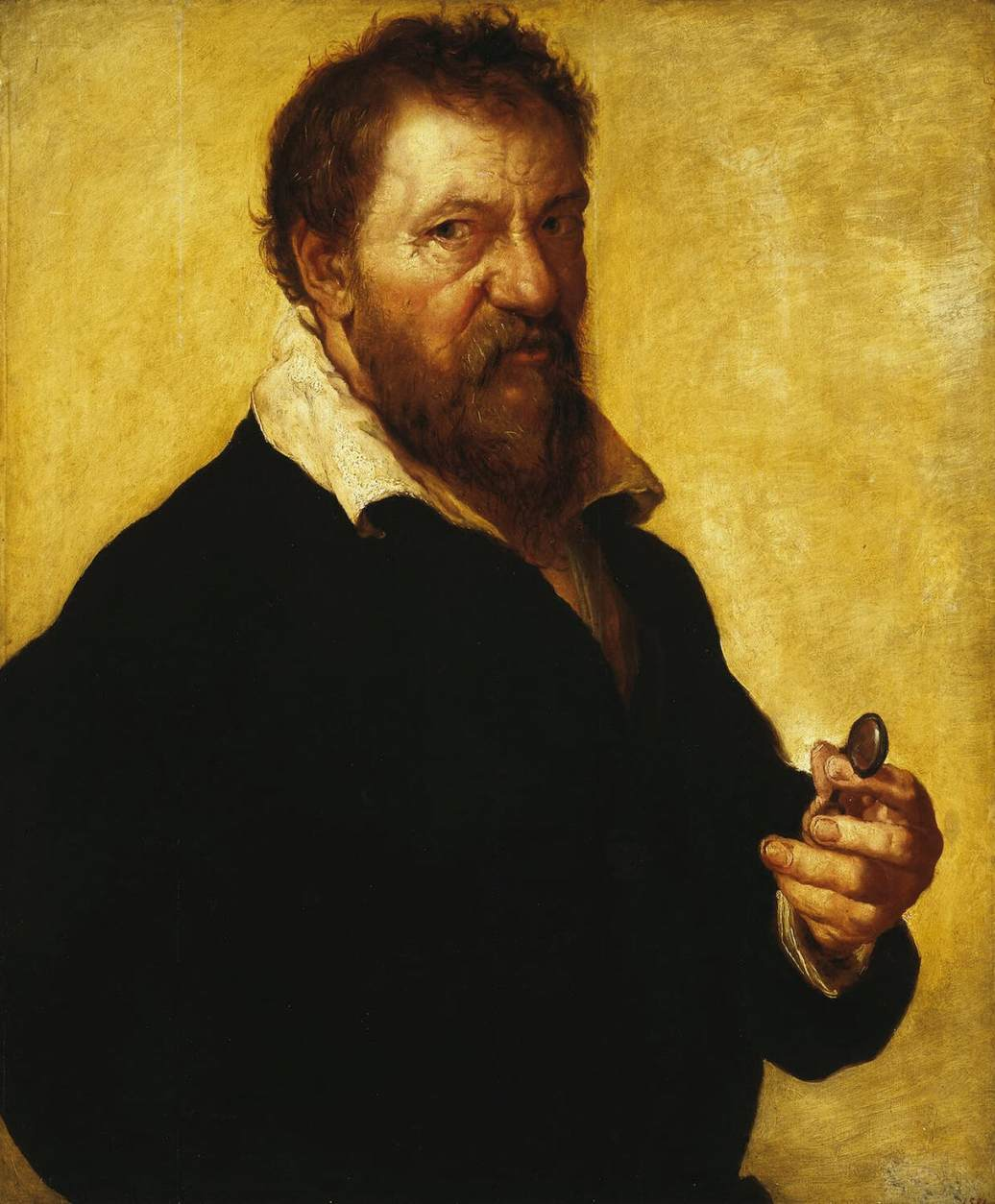
Lambert Lombard

Les Femmes vertueuses est une série de huit tableaux réalisés par Lambert Lombard et son atelier pour l'abbaye de Herkenrode à Hasselt . Après la dissolution de l'abbaye en 1797, ils sont dispersés. Quatre toiles se trouvent dans l'église de Stokrooie (Hasselt), quatre autres dans le musée liégeois Grand Curtius . On ne sait pas combien il y en avait à l'origine. Ils ont des dimensions allant de 117 cm à 216 cm largeur.

## Historique
Les peintures sont commandées pendant l'importante période de construction et d'embellissement à Herkenrode sous l'abbesse Mechtildis de Lechy (1520-1548), suivie par l'abbesse Aleidis de Lechy (1548-1561). Leur localisation au sein de l'église n'est pas connue.
L'Institut royal du patrimoine artistique découvre en 1981, lors de l'établissement d'un inventaire des œuvres d'art dans les édifices religieux, que les peintures de l'église Saint-Amand de Stokrooie, dans un état de détérioration avancée, sont attribuées à Lambert Lombard. Cela est établi plus tard pour les autres peintures. À partir de 2004 et pendant deux années, cet institut, avec le soutien financier du fonds InBev-Baillet Latour, restaure l'ensemble des 8 tableaux.
La série Femme vertueuses fait l'objet d'une exposition à Liège en 2006 à l'occasion du 500e anniversaire de la naissance de Lambert Lombard. 

## Description
Cette série présente des scènes de l'Ancien Testament ainsi que de l'histoire romaine. Sur chaque tableau, une femme, dont les actions ont changé le cours de l'histoire, joue le rôle principal dans la scène. Le choix conscient des sujets fait référence à une communauté de femmes intellectuellement distinguées de l'abbaye de Herkenrode, qui ont pleinement participé au mouvement culturel de leur temps. Le choix de faire réaliser les œuvres par Lambert Lombard est certainement influencé par les bonnes relations que l'abbaye entretient avec le prince-évêque liégeois Érard de La Marck, dont Lombard est peintre de la cour.
La série a une fonction didactique : les scènes louent les vertus morales des héroïnes représentées. Elles devaient servir d'« exemplum virtutis » aux religieuses de Herkenrode, même si la vertu de ces femmes est parfois militaire et qu'elles prennent souvent des armes pour couper une tête ou enfoncer des clous dans une tête, par exemple.
Il est exceptionnel pour le XVIe siècle que les sujets abordés soient réunis en une série. Contrairement aux peintures sur bois, la série est également un rare témoignage de la peinture à l'huile sur toile, une technique déjà courante à Liège et en Flandre au milieu du XVIe siècle.
Ces tableaux sont les seuls qui puissent être sans aucun doute attribués à Lambert Lombard et à son atelier grâce à des dessins préparatoires et des gravures de style de Lombard. Cet artiste liégeois a joué un rôle de pionnier dans la diffusion de la Renaissance dans le Pays mosan. Sa visite à Rome, commandée par le prince-évêque Érard de La Marck, a notamment influencé de plus en plus son œuvre, dont la composition et les figures contiennent de nombreux éléments directement issus de l'Antiquité.
Les quatre tableaux de Lambert Lombard dans l'église de Stokrooie sont reconnus comme des «chefs-d'œuvre» du patrimoine culturel de la Communauté flamande.

## Liste des tableaux

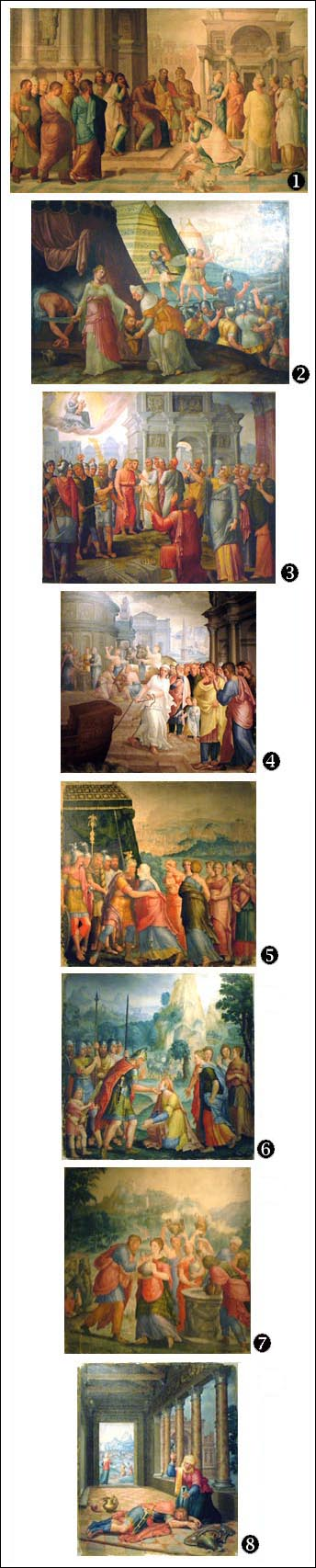
Les femmes vertueuses - Lambert Lombard

Les huit tableaux dans l'ordre tel qu'ils sont présentés à droite :
| n° | Titre                                                                              | Taille hxl en cm | Lieu                          | Source littéraire pour le sujet |
| -- | ---------------------------------------------------------------------------------- | ---------------- | ----------------------------- | --- |
| 1  | Esther s'agenouille devant Assuérus                                                | 134 × 216        | Église Saint-Amand, Stokrooie | Livre d'Esther 5, 1-8 |
| 2  | Judith met la tête d'Holopherne dans un sac                                        | 133x187          | Église Saint-Amand, Stokrooie | Livre de Judith 13, 1-10 |
| 3  | Auguste et la Sibylle Tiburtine                                                    | 139x169          | Église Saint-Amand, Stokrooie | Jacques de Voragine (1228-1298), La Légende dorée |
| 4  | La vestale vierge Claudia Quinta tire le bateau à terre avec la déesse mère Cybele | 132x142          | Église Saint-Amand, Stokrooie | Tite-Live 24, 14 - Ovide, Fastes, 4, 247-348 - Silius Italicus, Punica, 17, 1-47 - Saint Augustin, La Cité de Dieu, 10, 16 - Boccace, De mulieribus claris, 75 |
| 5  | La Rencontre de Coriolan et de sa mère                                             | 135x142          | Grand Curtius, Liège.         | Plutarque, Vies des hommes illustres 34-36 - Tite-Live 2, 40 - Boccace, De mulieribus claris, 53                                                               |
| 6  | David et Abigail                                                                   | 135x140          | Grand Curtius, Liège.         | Premier Livre de Samuel 25, 14-29 |
| 7  | Rebecca et Eliezer au puits                                                        | 135x135          | Grand Curtius, Liège.         | Livre de la Genèse 25, 15-21 |
| 8  | Jahel et Sisara                                                                    | 140x117          | Grand Curtius, Liège.         | Livre des Juges, 4, 17-23 et 5, 1-13 |